# Monteiro da Costa
Pour les articles homonymes, voir Monteiro (homonymie) et Da Costa.
António Henrique Monteiro da Costa, appelé plus communément Monteiro da Costa, est un footballeur portugais né le 20 août 1928 à São Paio de Oleiros et mort à une date inconnue. Il évoluait au poste d'attaquant.

## Biographie

### En club
Monteiro da Costa joue principalement en faveur du FC Porto, remportant deux championnats et deux coupes du Portugal.
Il dispute avec le FC Porto 269 matchs en première division portugaise, inscrivant 76 buts. Il réalise sa meilleure performance lors de la saison 1949-1950, où il inscrit 18 buts en championnat.
Il joue par ailleurs quatre matchs en Coupe d'Europe des clubs champions avec l'équipe de Porto.

### En équipe nationale
International portugais, il reçoit quatre sélections en équipe du Portugal entre 1952 et 1957, sans inscrire de but,.
Il joue son premier match en équipe nationale le 23 novembre 1952, contre l'Autriche en amical (match nul 1-1 à Porto).
Son dernier match a lieu le 16 janvier 1957, dans le cadre des éliminatoires de la Coupe du monde 1958 contre l'Irlande du Nord (match nul 1-1 à Lisbonne).

## Palmarès
Avec le FC Porto :
- Champion du Portugal en 1956 et 1959
- Vice-champion du Portugal en 1951, 1954, 1957, 1958 et 1962
- Vainqueur de la Coupe du Portugal en 1956 et 1958
- Finaliste de la Coupe du Portugal en 1953, 1959 et 1961